# 델라웨어주의 기

델라웨어 주의 기

델라웨어의 기는 델라웨어주의 깃발이다.

## 개요
파란 바탕에 노란 마름모가 있고, 마름모 안에는 델라웨어 주의 문장이 있으며, 문장이 들어있는 노란 마름모 밑에는 델라웨어 주가 연방에 가입한 날짜인 1787년 12월 7일이 써있다.